# 英賀

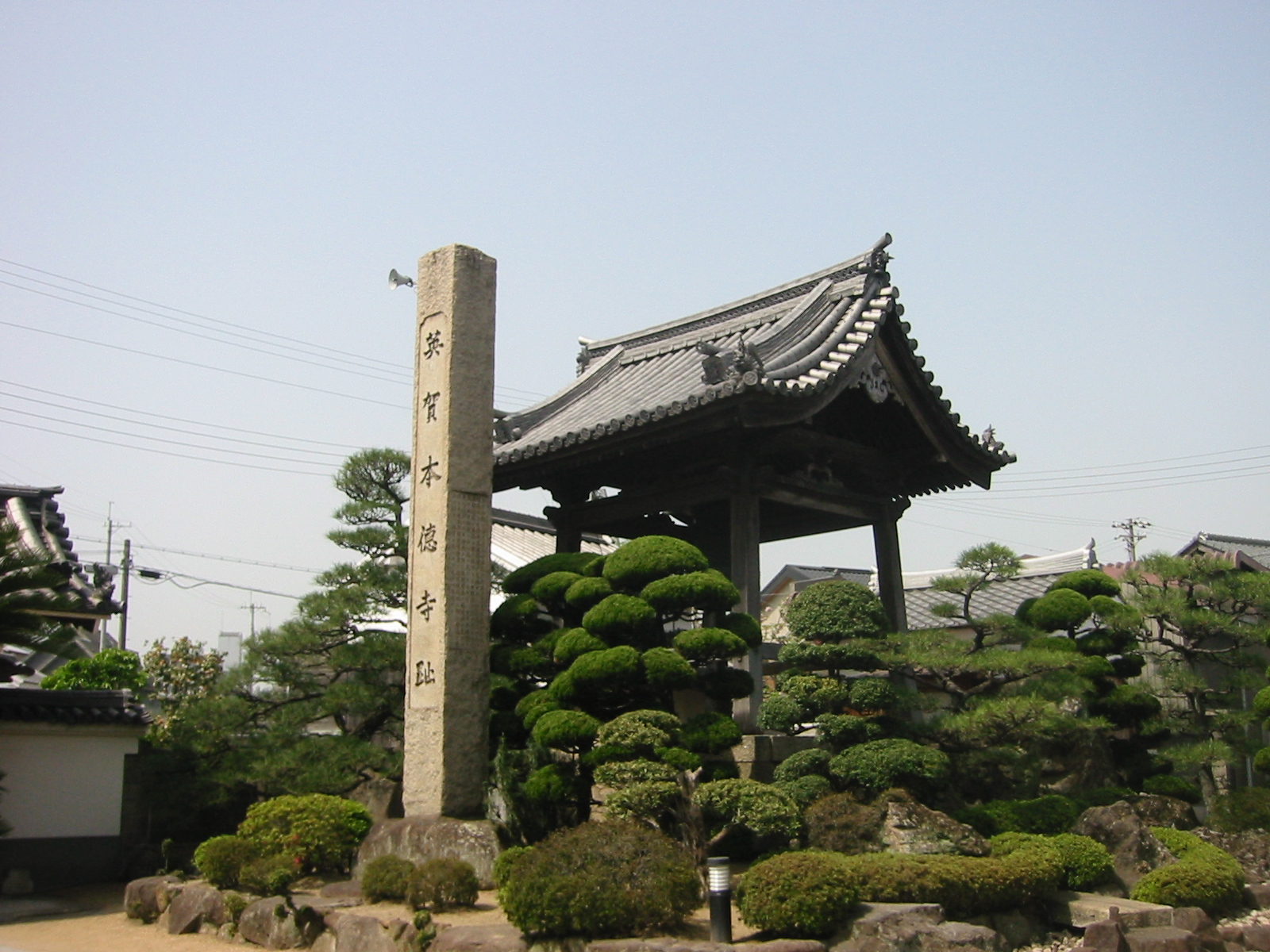
英賀本徳寺跡碑

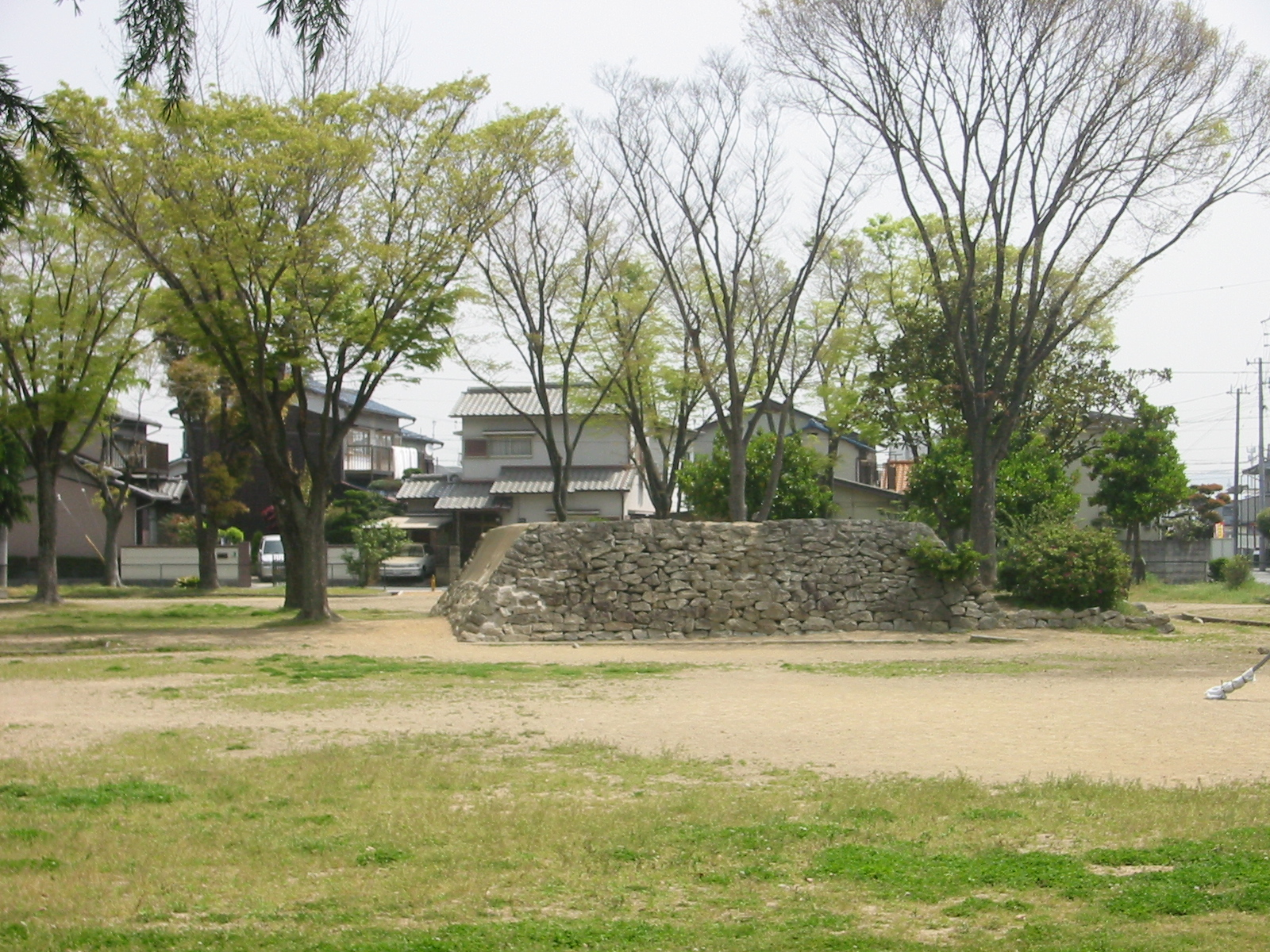
城跡公園にある復元された石塁

英賀（あが）は、兵庫県姫路市飾磨区にある地名である。飾磨区英賀や飾磨区英賀清水町などがあり、付近の飾磨区中浜町、飾磨区西浜町などを含めた地域の名称としても使われる。おおむね、JR山陽本線英賀保駅、山陽電鉄網干線西飾磨駅の間にある地域をさす。

## 概要
『播磨国風土記』の餝磨郡英賀里が史料上の初見とされ、阿賀比古と阿賀比売の二神の名が地名の由来になったと解説されている。現在、この二神は英賀神社の祭神として祀られている。
瀬戸内海に面し、夢前川・水尾川の河口部にあることから港町が形成され、後に英賀城を中心とした城下町、浄土真宗系の寺院を中心とした寺内町の性格も有するようになったとされる。三木氏（播磨三木氏）が盟主、領主的な存在となって武士団を形成したと考えられているが、武士であったとともに商人であったと考えられている。また、英賀城が明確に城であったかについては異論が出されている。羽柴秀吉による播州征伐の際、英賀の地では秀吉に敵対したため、英賀御堂・英賀本徳寺などと呼ばれている寺院が亀山に移転された。これ以降、町としての機能が失われていったと考えられている。移転された寺院は亀山本徳寺（亀山御坊）・姫路船場別院 本徳寺（船場御坊）となった。

## 英賀を冠する地名
- 飾磨区英賀
- 飾磨区英賀春日町
- 飾磨区英賀清水町
- 飾磨区英賀西町
- 飾磨区英賀東町
- 飾磨区英賀保駅前町
- 飾磨区英賀宮台
- 飾磨区英賀宮町

## 周辺旧跡・施設
- 英賀城址碑
- 英賀神社
- 明蓮寺
  - 英賀本徳寺跡
- 英賀薬師（法寿寺）
  - 大木の清水（播磨十水）